# 洛奇2
《洛基續集》（英語：Rocky II），是1979年美國體育、劇情片，由席維斯·史特龍執導及主演。 這是1976年電影《洛奇》的續集。
該片於1979年6月15日上映，續集《洛奇3》於1982年上映。

## 情節
世界重量級拳擊冠軍阿波羅·克里德尋求復賽再次挑戰洛基·巴波亞，最終洛基·巴波亞勝出並獲得新的重量級冠軍。

## 外部連結
- 互联网电影数据库（IMDb）上《洛奇2》的资料（英文）
- AllMovie上《洛奇2》的资料（英文）
- Box Office Mojo上《洛奇2》的資料（英文）
- 爛番茄上《洛奇2》的資料（英文）
- Metacritic上《洛奇2》的資料（英文）